# Aleksander Walmann

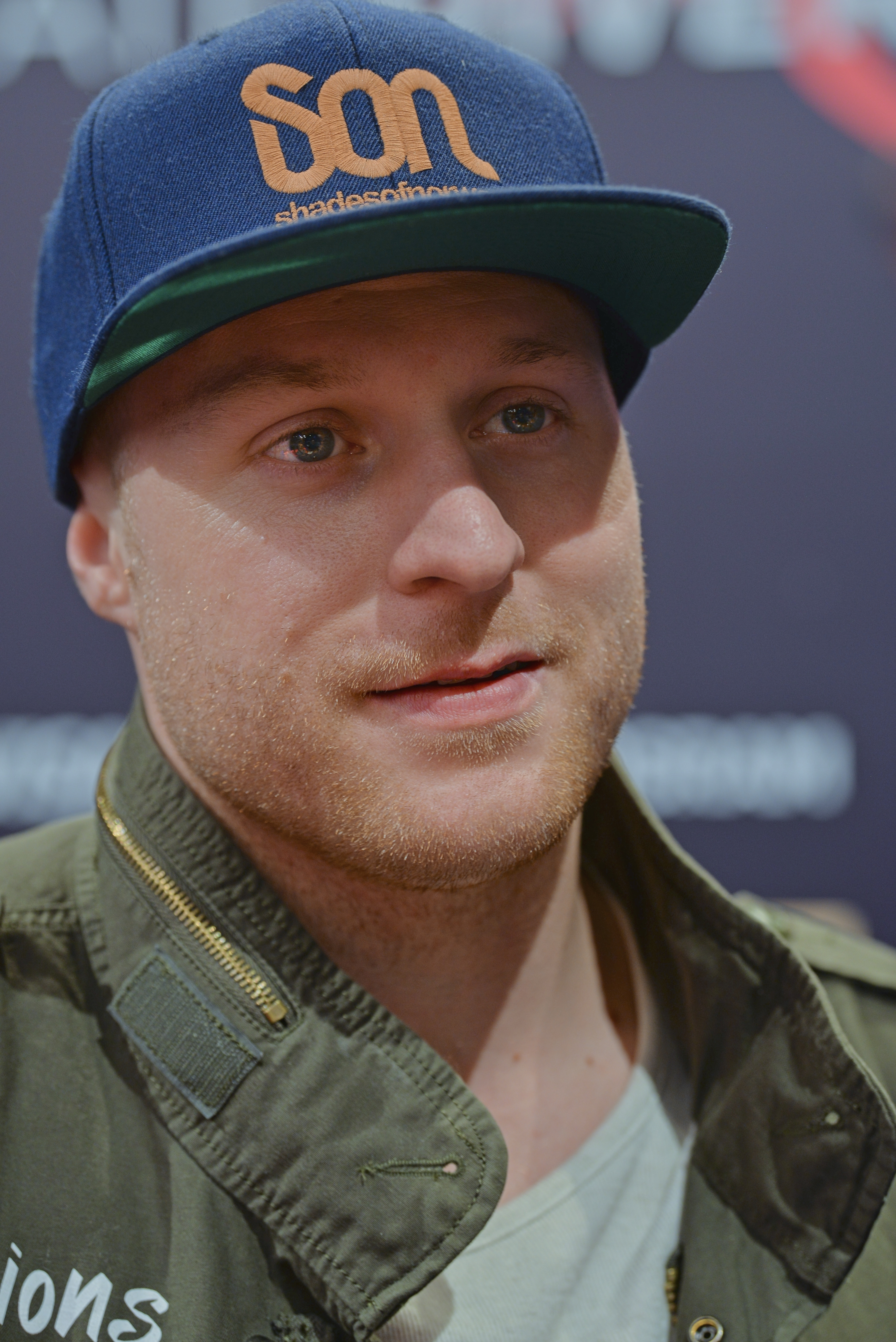
Aleksander Walmann (2017)

Aleksander Walmann Åsgården (* 12. Januar 1986 in Porsgrunn, Norwegen) ist ein norwegischer Sänger.

## Leben
Aleksander Walmann nahm 2012 an der norwegischen Version der Castingshow The Voice teil und landete dort auf dem zweiten Platz.
Walmann nahm 2017 am Melodi Grand Prix teil, dem norwegischen Vorentscheid zum Eurovision Song Contest. Zusammen mit JOWST konnte er am 11. März mit dem Lied Grab the Moment den Sieg erringen, sodass er Norwegen beim Eurovision Song Contest 2017 in Kiew vertreten durfte. Im Finale landete die Gruppe auf Platz 10.
2018 nahm er erneut am norwegischen Vorentscheid zum Eurovision Song Contest teil, erreichte das Zuschauervoting und belegte dort den vierten von zehn Plätzen.